# Campionati europei di ciclismo su strada 2017 - Cronometro femminile Junior
La cronometro femminile Junior dei Campionati europei di ciclismo su strada 2017 si è svolta il 2 agosto 2017 in Danimarca, con partenza e arrivo a Herning, su un circuito di 18,2 km. La medaglia d'oro è stata vinta dall'italiana Elena Pirrone con il tempo di 25'18", davanti alla connazionale Letizia Paternoster e alla danese Emma Norsgaard Jørgensen.

## Classifica (Top 10)
| Pos. | Corridore                | Squadra     | Tempo   |
| ---- | ------------------------ | ----------- | ------- |
| 1    | Elena Pirrone            | Italia      | 25'18"  |
| 2    | Letizia Paternoster      | Italia      | a 8"    |
| 3    | Emma Norsgaard Jørgensen | Danimarca   | a 11"   |
| 4    | Anne-Sophie Harsch       | Lussemburgo | a 41"   |
| 5    | Hannah Ludwig            | Germania    | a 38"   |
| 6    | Marija Novolodskaja      | Russia      | a 51"   |
| 7    | Marta Jaskulska          | Polonia     | a 52"   |
| 8    | Anne de Ruiter           | Paesi Bassi | a 57"   |
| 9    | Daria Malkova            | Russia      | a 1'00" |
| 10   | Paulina Klimsa           | Germania    | a 1'03" |